# Парадівський Мар'ян Миколайович

## Біографія
Народився 27 серпня 1988 року в с. Грабовець (Стрийський район, Львівська область) в сім'ї військовослужбовців. Навчався в Дулібській школі-гімназії ім. М.Шашкевича. Після закінчення школи поступив в Львівський Державний Університет Фізичної Культури на факультет спорту. Який закінчив в 2010 році з ступенем магістра олімпійського професійного спорту.
Цього ж року поїхав працювати в м. Новоград-Волинський Житомирської області, в спортивний дитячо-юнацький клуб «СІЧ» тренером з карате. В 2012 році переїхав на батьківщину в с. Грабовець Стрийського району.
В 2013 році створив власний спортивний дитячо-юнацький клуб.

## Діяльність
В 1997 році почав займатись карате в м. Стрий в клубі карате «Сене». Здобутки приходили поступово. Від другого місця на чемпіонаті області до чемпіона України з карате. Медалі були різного ґатунку та різного рівня змагань. Проте найголовніші медалі завоював вже навчаючись в Університеті під керівництвом тренера Богдана Ігора Орестовича. Пік його керівництвом вперше попав в збірну команду України з карате WKF, вперше здобув на міжнародних змаганнях нагороду по цій найпрестижнішій версії, здобув звання Майстра спорту України з карате WKF.